# Retzstadt
Retzstadt är en kommun och ort i Landkreis Main-Spessart i Regierungsbezirk Unterfranken i förbundslandet Bayern i Tyskland.
Kommunen ingår i kommunalförbundet Zellingen tillsammans med köpingarna Thüngen och Zellingen och kommunen Himmelstadt.